# 留別村
留別村（るべつむら）は、北海道根室振興局択捉郡に属する村。日本で最も面積の広い村である。ただし、2023年現在留別村を含む北方領土に日本の施政権は及んでおらず、法令上のみ存在する村となっている。
村名の由来は、アイヌ語の「ル・ペッ（道・川）」から。
当該地域の領有権に関する詳細は千島列島および北方領土問題の項目を、現状に関してはサハリン州#クリル管区、択捉島#ソ連崩壊後の択捉島の項目を参照のこと。

## 地理

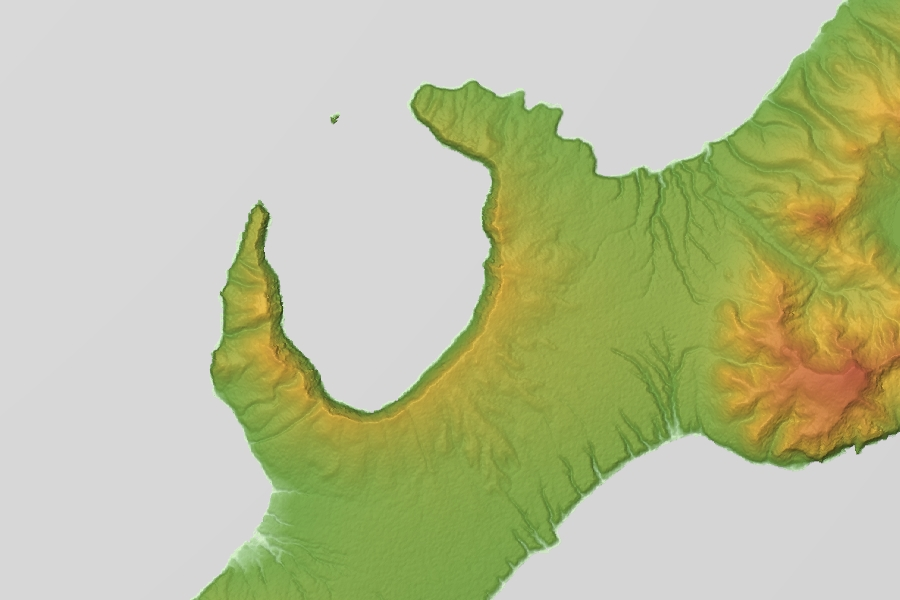
萌消湾（萌消カルデラ）

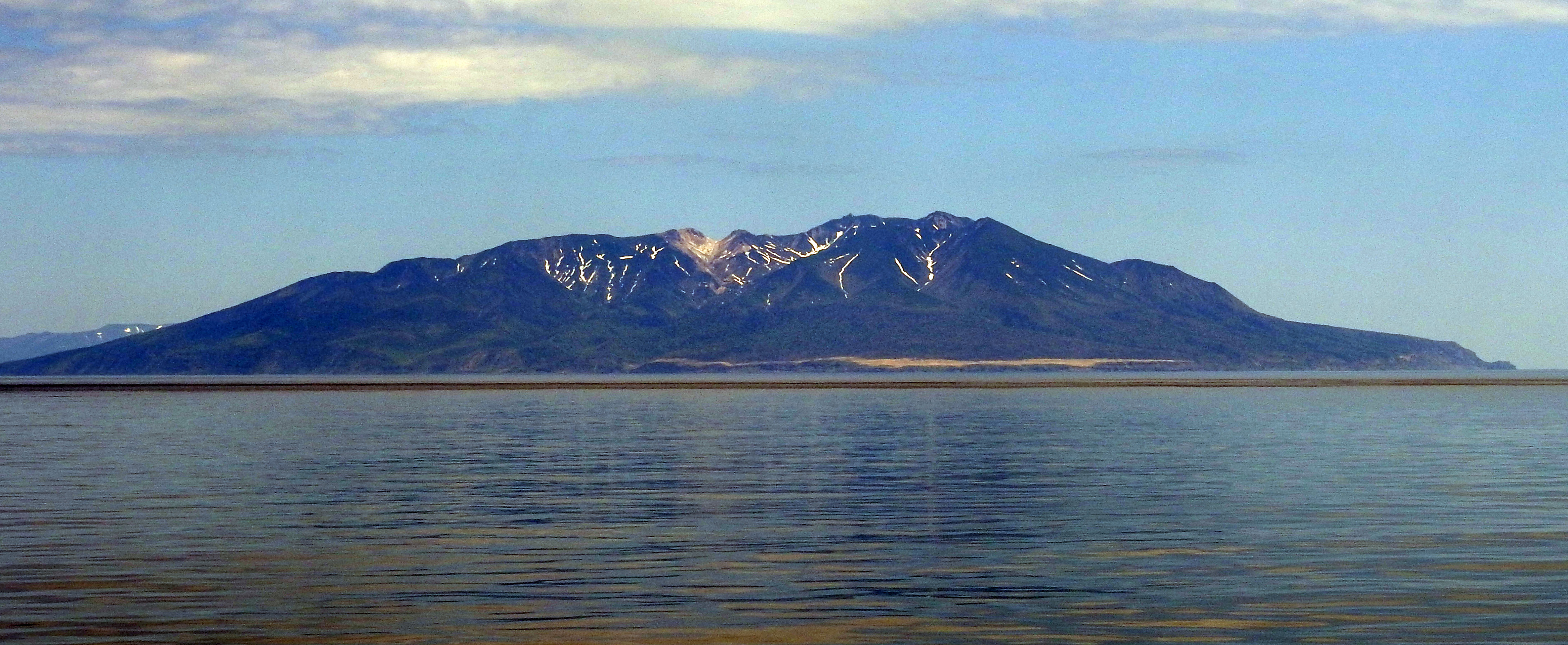
ベルタルベ山

択捉島の南西側、ほぼ半分を占め、国後水道をはさんで国後島の安渡移矢岬とは約20kmの距離。地勢は平野部が多く、湖沼も発達している。また萌消湾と単冠湾、ポロノツ鼻（大岬）や野斗路岬などの地形から、天然の良港に多く恵まれている。
中心集落の留別は留別本村とも呼ばれ、漁業の中心地として、また島の両岸を結ぶ交通の要所として発展した。
一方、冬季に流氷で閉ざされる留別港を補う形で、南岸の単冠湾に面する年萌も発展し、さらに天寧には海軍飛行場が建設されるなど、昭和期には択捉島産業の中心となり、紗那を越え人口も増加を続けた。
- 山：西単冠山 (1,629m)、ベルタルベ山（活火山、1,221m）、阿登佐岳（活火山、1,209m）、恩根登山 (1,422m)、跡佐登岳、六甲山、焼山
- 河川：留別川、得茂別川（ウルモンベツ川、ベニザケ繁殖地の南限[6]）
- 湖沼[7]：得茂別湖（うるもんべつこ、5.80km2）、年萌湖（としもいこ、4.36km2）、ヤンケトウ沼、内保沼、キモン沼、ラウス沼

### 村内の地名
大字 留別村
- 留別
- カシコモイ
- 年萌
- ヤンケトウ
- 瀬石温泉

大字 振別村
- 振別
- 天寧
- トマカラウス
- 豊浜
- カンケカラウス

大字 老門村
- 老門
- トリカモイ（鳥神威）
- アルトル
- マトロ
- 具谷

大字 内保村
| - 内保 - アシリコイトイヒラ - マンマエ - 神居古丹 - 宇多須都 - 野塚 | - セイノツ - カバリ磯 - 入里節 - マタルザル - カリラウス | - 十五夜萌 - メナトイ - ウルモンベツ（得茂別） - イラミザル - 六甲 |

大字 丹根萌村
- 丹根萌
- ビョーノツ
- リヤウシ
- ベルタルベ

### 隣接している自治体
- 根室振興局
  - 紗那郡紗那村
  - 国後郡留夜別村
  - 色丹郡色丹村

## 沿革
留別村成立以前の歴史については、択捉島の歴史を参照

### 合併前の留別村
- 1869年（明治2年）8月15日 北海道11国が置かれ、翌年紗那郡留別村が成立する。
- 1880年（明治13年） 留別に漁業会社（汪綱社）が設立される。
- 1884年（明治17年） 紗那村、振別村、蘂取村に戸長役場がおかれる。
  - 留別村は郡内の紗那ではなく振別の所轄とされ[8]、合併で郡が分かれる下地となった。
- 1885年（明治18年） 留別に小学校が開設される[9]。
- 1886年（明治19年）8月 振別外四ケ村戸長役場が留別に移転し、留別外四ケ村戸長役場と改称する。（1884年7月 - 1886年12月の間、内保と丹根萌が分かれ、留別外二村戸長役場）
- 1889年（明治22年） 留別で商店が開業する。
- 1902年（明治35年） 年萠に小学校が開設する。
- 1920年（大正9年）4月1日 根室蘂取線の建設が認定され、幹線道路の整備がはじまる。

### 合併前の留別村以外
- 1870年（明治3年） 択捉郡丹根萌村（たんねもい）、内保村（ないぼ）、振別郡振別村（ふれべつ）、老門村（おいと）が成立する。
- 1873年（明治6年） 振別に根室支庁派出所（全島管轄）が置かれる。
- 1874年（明治7年） 内保に密漁監視所（猟虎猟取締所）が置かれる。
- 1879年（明治12年） 振別に、郡区編成による振別択捉紗那蘂取郡役所（全島所轄）が置かれる。
- 1885年（明治18年） 振別外三郡役所が紗那に移転して紗那外三郡役所と改称、振別には振別外四ケ村戸長役場がおかれる。
- 1895年（明治28年） 内保に三井物産合名会社が進出する。
- 1897年（明治30年） 内保に小学校が開設する。

### 合併後
- 1923年（大正12年）4月1日 択捉郡丹根萌村、内保村、振別郡振別村、老門村と合併し、行政権を持つ二級町村として択捉郡留別村が成立する。
- 1932年（昭和7年）択捉阿登佐岳が噴火する。
- 1945年（昭和20年）8月28日 留別湾にブルンシテイン海軍中佐以下のソ連軍が上陸する[10]。
- 1946年（昭和21年）2月1日 ソビエト連邦政府が領有を宣言する。
- 1947年（昭和22年）10月 住民が強制送還でサハリンへ送られる[11]。
- 1970年（昭和45年）3月17日 発達した低気圧を避けるために単冠湾に緊急入域した日本の漁船が流氷に閉じ込められて遭難。一部漁船は船体を放棄してゴムボートで上陸するも死者18人以上[12][13]。
- 1990年（平成2年）8月24日 - 8月28日 元居住者が留別墓地に墓参する[14]。
- 2005年（平成17年） 岐阜県高山市の合併により同市が日本国内で「最も面積の広い市町村」となったため、当村は日本国内で「最も面積の広い町村」となる。

## 行政
現在、留別村に関する戸籍事務は根室市役所が代行している。なお、戦前の戸籍簿・除籍簿の一部は釧路地方法務局根室支局に保管され、根室支局が証明書の請求窓口となっている。

### 歴代村長
『根室・千島歴史人名事典』 による。
- 1923年4月0 - 00000年月：小森作太郎
- 1924年9月0 - 00000年月：平澤菊松
- 1926年00月 - 1933年3月：松場亮忠
- 1933年4月17日 - 1945年：澤田昇之助

## 経済

### 産業
島の北西岸（西前）と、南東岸（東前）で産物が違い、主に西が漁業、東が採藻業。
冷蔵装置を積んだ冷蔵船が沿岸を巡回し、定置網の漁獲を回収して根室へ出荷された。
- 漁業（マス、サケ、タラ、マグロ）
- 採藻業（コンブ、千島海苔）
- 畜産業（馬、牛の放牧）
- 捕鯨（東洋捕鯨、林兼商店）
- 缶詰製造工場（日本水産、年萌、具谷、紅鱒、アシリコイトイヒラ）
- 製紙工場（北越製紙）、製材所
- 造船所（内保）

## 公共機関
- 留別村役場
- 留別登記所
- 紗那警察署巡査派出所（留別、天寧、年萌）
- 郵便局（留別、年萌、天寧、入里節、内保）
- 紗那営林区署駐在所
- 北海道鮭鱒孵化場（留別支場、オフユ孵化場、ウルモンベツ紅鱒孵化場）
- 桜ヶ丘グランド
- 競馬場
- 根室区裁判所出張所

### 軍事施設
- 天寧海軍飛行場
- 天寧海軍司令部（第五一警備隊天寧派遣隊）
- 混成第三旅団司令部
- 年萌陸軍機関砲陣地

## 地域

### 人口
- 総人口：2,258人
  - 男性： ---人
  - 女性： ---人
- 世帯数：424世帯

（1945年（昭和20年）8月15日現在）
| 1920年（大正9年）  | 1,053人 | 男647人、女406人     | 世帯数223       |
| 1925年（大正14年） | 2,350人 |                      |                 |
| 1930年（昭和5年）  | 2,542人 |                      |                 |
| 1935年（昭和10年） | 2,554人 | 男1,548人、女1,006人 | 定住人口2,033人 |
| 1940年（昭和15年） | 2,814人 | 男1,697人、女1,117人 | 世帯数478       |

総務省統計局 / 国勢調査

## 施設

### 医療機関
- 留別病院
- 内保診療所

### 教育
- 留別国民学校高等科（もと留別尋常高等小学校）
- 年萌小学校
- 内保小学校
- 神居古丹小学校
- 具谷小学校
- 天寧小学校
- 入里節小学校
- 天寧小学校豊浜分校

### 墓地
- 留別墓地
- 年萌墓地
- 新天寧墓地
- 旧天寧墓地
- 豊浜墓地
- 具谷墓地
- 入里節墓地
- 振別墓地

### 寺社
- 留別神社
- 内保神社
- 巌島神社
- 年萌神社
- 昭和神社
- 具谷神社
- 北海千光寺
- 法蔵寺
- 法蔵寺曹洞宗入里節説教所

### 温泉
- 瀬石温泉

### 遺跡
- 留別遺跡

## 交通

### 道路
- 準地方費道

準地方費道85号線根室蘂取線（北海道の地方費道一覧）
- 官設駅逓

留別
内保
入里節
具谷　
天寧
年萌
振別
三区

### 船舶
- 留別港（流氷により冬季の間は閉鎖される）
- 年萠港 （函館港まで北海道庁命令航路が通年運行）[17]
- 内保港
- 入里節港
- 具谷港
- 植内港

## その後

### ロシア人の村
ソ連占領後の留別は、ロシア名クイビシェフ（Куйбышев）村、内保はドブロエ(Доброе)村となったが、現在は廃村。
旧天寧飛行場（ブレヴェスニク空港）のある天寧のみがブレヴェスニク(Буревестник)村として残っており、1992年の人口は、6,500人。